# Estação José Hernández
A Estação José Hernández é uma das estações do Metro de Buenos Aires, situada em Buenos Aires, entre a Estação Olleros e a Estação Juramento. Faz parte da Linha D.
Foi inaugurada em 13 de novembro de 1997. Localiza-se no cruzamento da Avenida Cabildo com a Rua Virrey del Pino. Atende os bairros de Belgrano e Colegiales.

## Decoração
A estação se caracteriza pela presença de quatro murais feitos em cerâmica, que são reproduções de quadros do pintor argentino Raúl Soldi. Se trata das obras: En el Jardín, La música, En el ensayo e Los amantes, que se encontram expostas atualmente no Teatro Colón.[carece de fontes?]

## Marcos urbanos
Se encontram próximo a estação:
- Embaixada do México
- Escola Primária Comum Nº3 Esteban Echeverría
- Jardim de Infância Integral Nº 01/10º Athos Palma
- Biblioteca Leopoldo Lugones

## Galeria

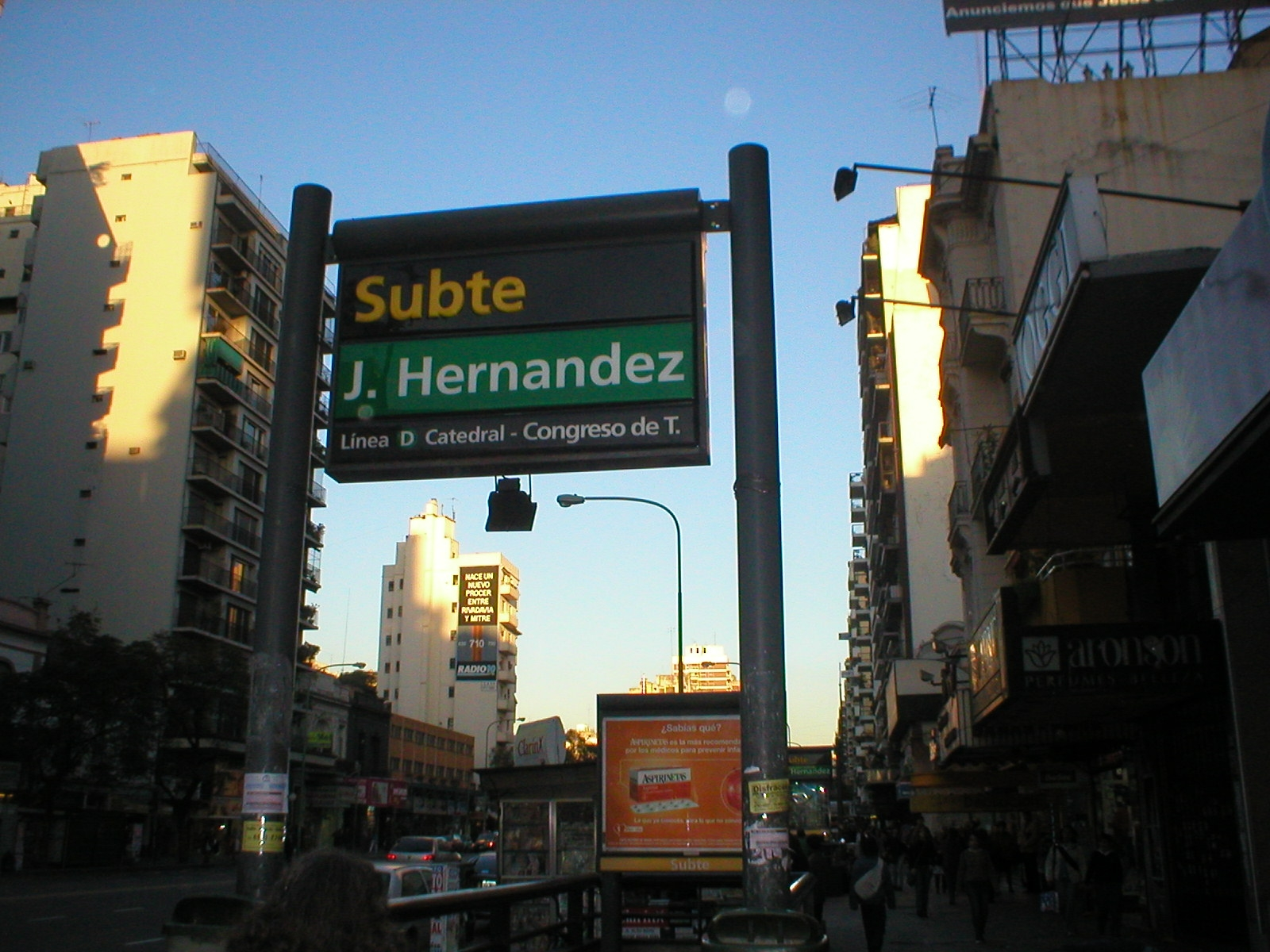
Acesso à estação José Hernández da linha D
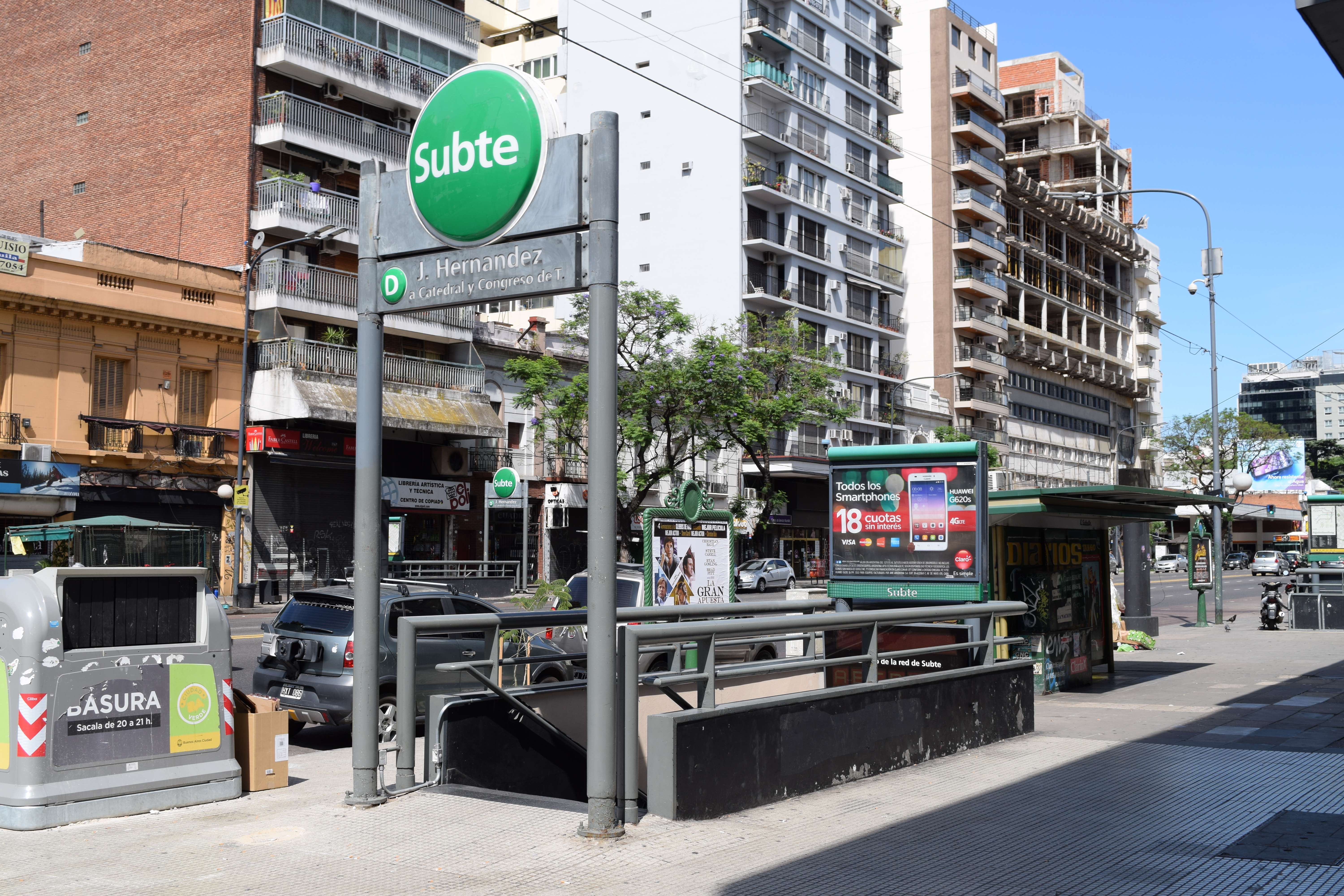
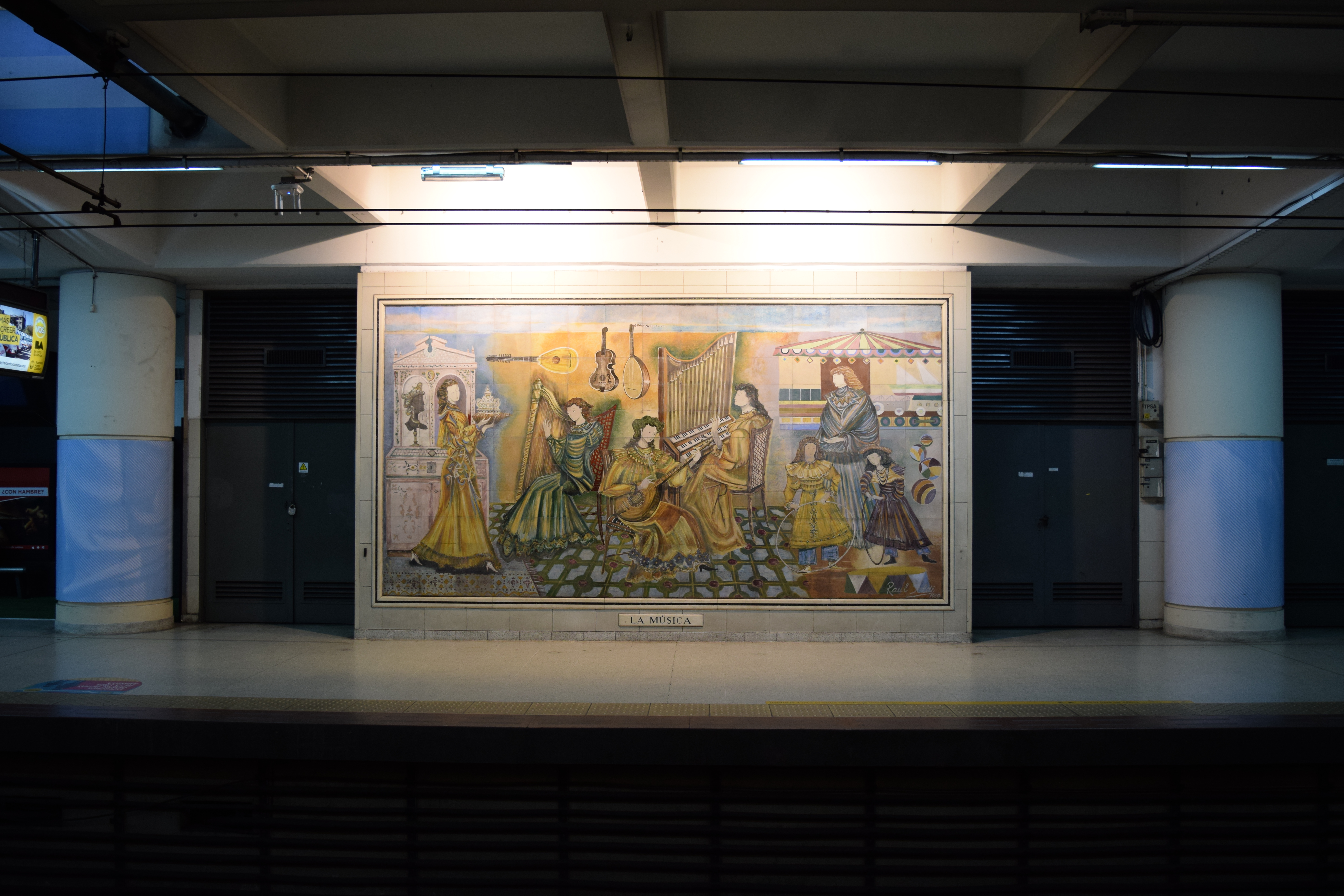
Mural "La Música"
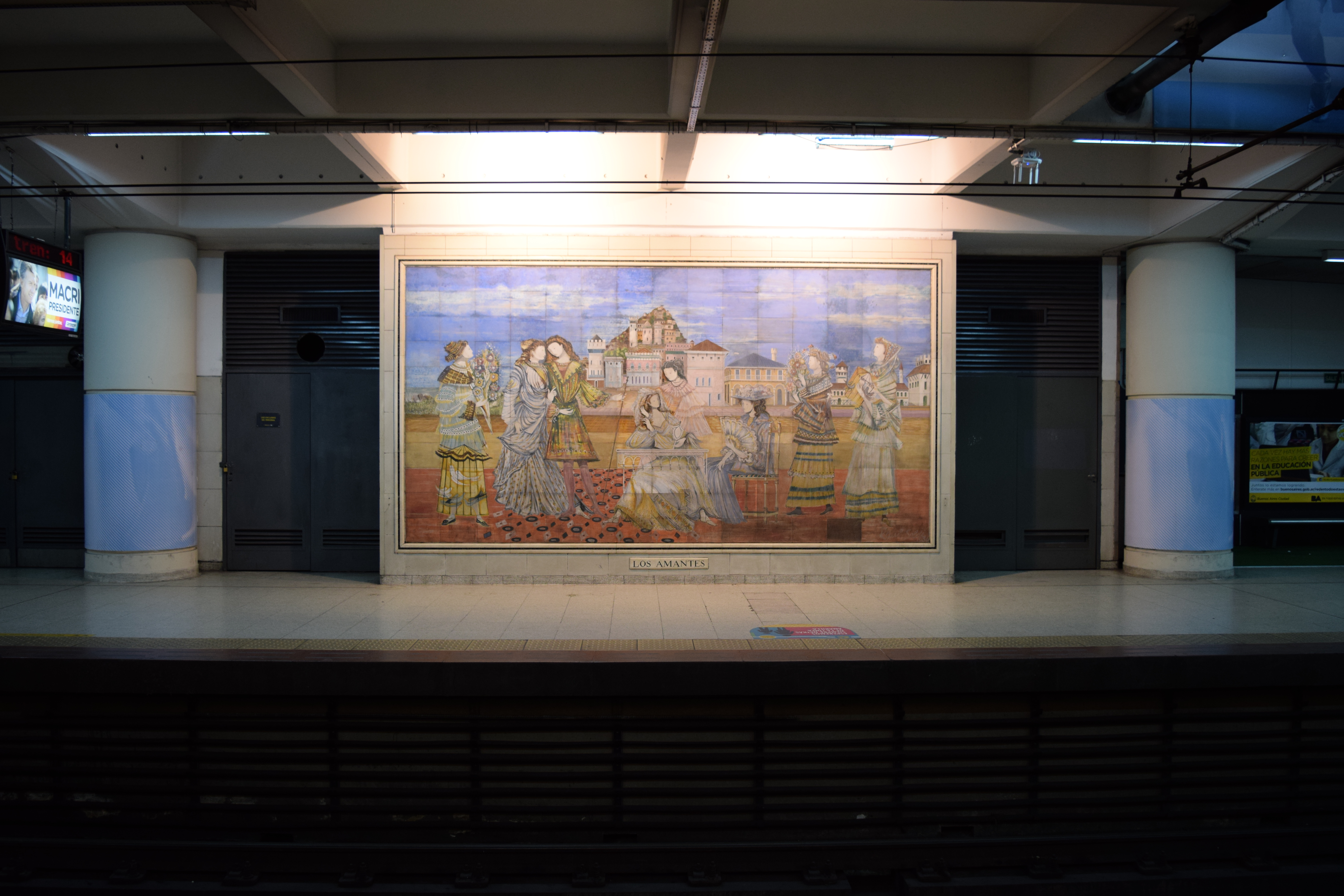
Mural "Los Amantes"
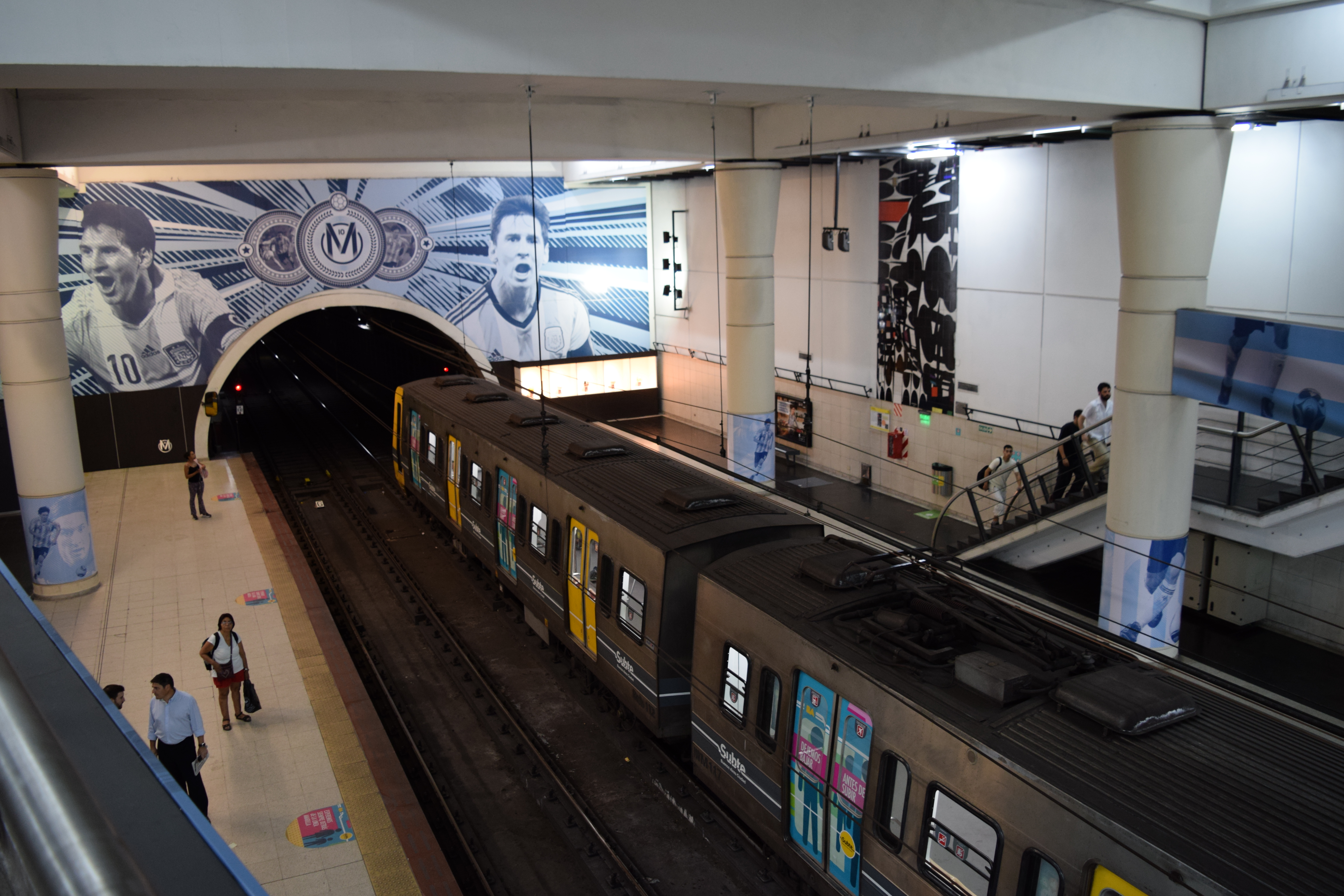